# Colonna di Vinogradskij

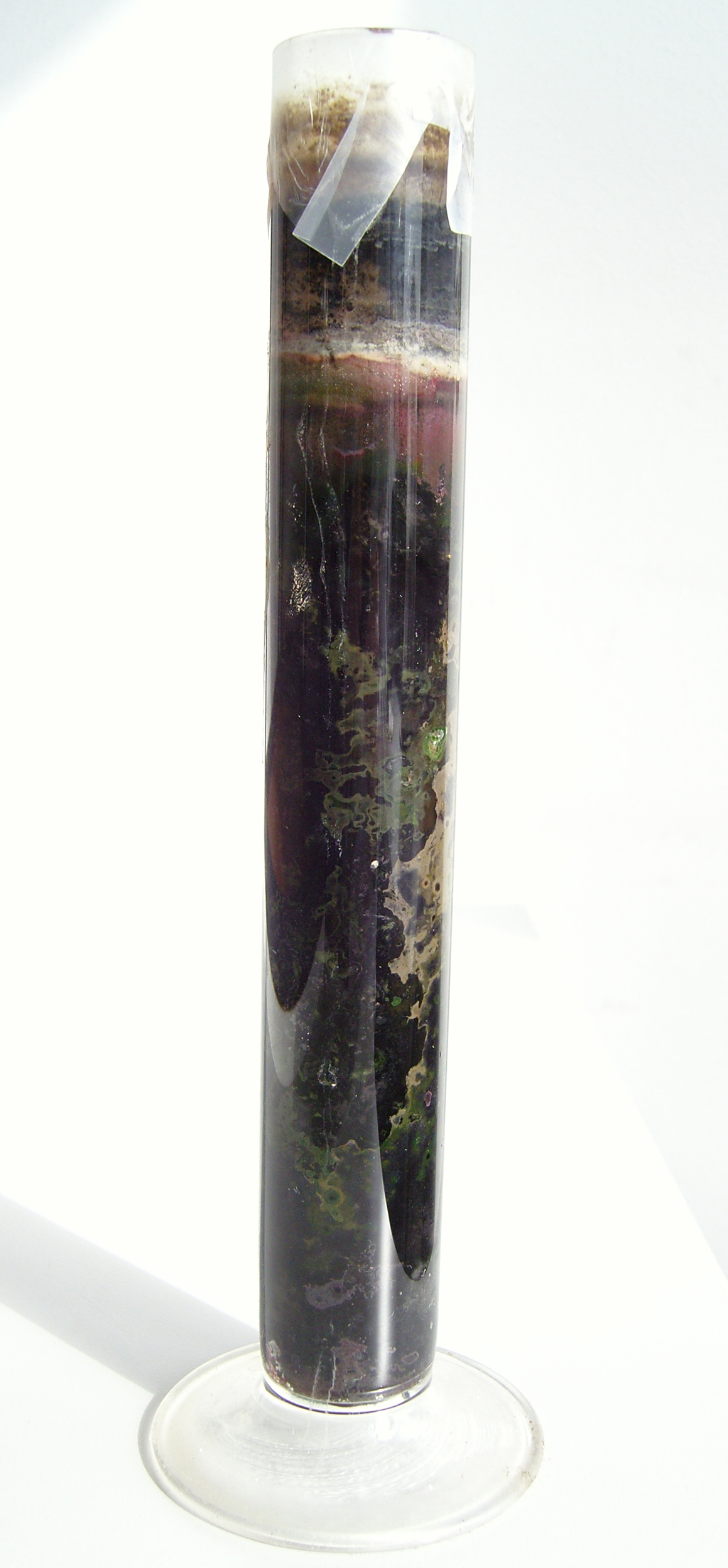
Colonna di Vinogradskij

La colonna di Vinogradskij è un semplice dispositivo per la coltura di una grande diversità di microrganismi. Inventato da Sergej Vinogradskij il dispositivo è costituito da una colonna di fango e acqua di stagno, con l'aggiunta di una fonte di carbonio come carta da giornale (contenente cellulosa), o gusci d'uovo (contenenti carbonato di calcio) e una fonte di zolfo come il gesso (solfato di calcio) o rosso d'uovo.
Esponendo la colonna alla luce del sole per parecchi mesi, si producono in seno alla colonna un gradiente di aerobiosi/anaerobiosi e un gradiente di concentrazione di zolfo. Questi due gradienti causano la crescita di una notevole diversità di microrganismi come clostridium, desulfovibrio, chlorobium, chromatium, rhodomicrobium, beggiatoa, e molte altre specie di batteri, cianobatteri, e alghe.
Nella colonna si formano numerosi gradienti di concentrazione, a seconda delle sostanze nutritive aggiunte, che comportano la crescita di una varietà di organismi di cui sopra. Possiamo distinguere due fasi, la fase aerobica acqua e fango e la fase anaerobica costituita dal fondo. A causa della bassa solubilità dell'ossigeno in acqua rapidamente l'acqua diventa anossica verso l'interfaccia del fango e acqua.

## Realizzazione
La colonna è costituita da una miscela di ingredienti di massima. Un cilindro di vetro o un tubo di plastica (30 centimetri di lunghezza e 5 centimetri di diametro, le misure esatte non sono critiche) è riempito per un terzo di fango di stagno, rimuovendo legnetti, detriti e/o bolle d'aria. Il fango è addizionato di circa lo 0,25% w/w di carbonato di calcio e di circa lo 0,50% w/w di solfato di calcio o di solfato di sodio, gusci d'uovo e tuorlo d'uovo, rispettivamente, sono ricchi di questi minerali e sono generalmente utilizzati allo scopo. Si mescola il tutto con pezzi di carta da giornale tagliuzzata o fieno (per la cellulosa). Un ulteriore livello anaerobico si realizza con l'aggiunta di solo fango, portando il contenitore a essere pieno per due terzi. L'ultimo terzo è costituito per metà da acqua di stagno e per metà da aria. La colonna è sigillata ermeticamente per evitare l'evaporazione di acqua e lasciata ad incubare per diversi mesi a temperatura ambiente in forte luce naturale.
|  |  |  |

La colonna di Vinogradskij rimane un'affascinante dimostrazione di fototrofia, chemioautotrofia ed ecologia dei microrganismi, come dimostrato dalle conferenze di microbiologia in tutto il mondo.

## Tabella riepilogativa
| Microrganismi e ordine di comparsa (dall'alto verso il basso della colonna) | Principali generi rappresentativi | Fonte di energia                                                                    | Fonte di Carbonio                                  | Reazioni principali correlate                             | Trofismo                                            | Condizioni ambientali     |
| --------------------------------------------------------------------------- | --------------------------------- | ----------------------------------------------------------------------------------- | -------------------------------------------------- | --------------------------------------------------------- | --------------------------------------------------- | ------------------------- |
| Protisti, Diatomee, Cianobatteri                                            | Vari                              |                                                                                     |                                                    |                                                           | Fotosintesi o Eterotrofia, Fotosintesi, Fotosintesi | Aerobiosi                 |
| Batteri zolfo ossidanti                                                     | Thiobacillus                      | H2S                                                                                 |                                                    | H2S → Zolfo e composti ossidati dello zolfo (Ossidazione) | Chemiolitotrofo                                     | Aerobico                  |
| Batteri zolfo ossidanti                                                     | Beggiatoa                         | H2S                                                                                 | CO2 in anaerobiosi, carbonio organico in aerobiosi | H2S → Zolfo (Ossidazione)                                 | Chemiolitotrofo                                     | Anaerobico facoltativo    |
| Batteri porpora non-sulfurei                                                | Rhodospirillum                    | Luce e Carbonio organico                                                            | Carbonio organico                                  | Fotosintesi                                               | Fotoorganotrofo                                     | Anaerobico facoltativo    |
| Batteri sulfurei porpora                                                    | Chromatium                        | H2S e luce                                                                          | Co2 (dal Carbonato di calcio)                      | H2S → Zolfo insolubile e solfati                          | Fotolitotrofo                                       | Anaerobico                |
| Batteri sulfurei verdi                                                      | Chlorobium                        | H2S e luce                                                                          | CO2 (dal Carbonato di calcio)                      | H2S → Zolfo insolubile e solfati                          | Fotolitotrofo                                       | Anaerobico                |
| Batteri solforiduttori                                                      | Desulfovibrio                     | Idrogeno solfato                                                                    |                                                    | Solfati → H2S (riduzione solfati)                         | Chemiolitotrofo                                     | Anaerobico aerotollerante |
| Batteri anaerobi obbligati non-sulfurei                                     | Clostridium                       | Fermentazione anaerobica del Glucosio (ottenuto dalla degradazione della Cellulosa) | Cellulosa (dalla carta)                            | Cellulosa → Glucosio (Ossidazione)                        | Eterotrofo                                          | Anaerobico obbligato      |